# Erektometer
Ein Erektometer ist ein Messgerät, das den Grad der Erektion des Penis misst und anzeigt, siehe auch Phallographie.
In der technischen Ausführung handelt es sich zumeist um ein elastisches Bändchen, das vorsichtig und eng um den Penis geschnürt wird, und dessen mechanische Spannung in eine elektrische Messgröße gewandelt wird und zumeist auch im zeitlichen Verlauf aufgezeichnet wird.
In der medizinischen Praxis eignet es sich bei der Diagnose von Erektionsstörungen im Schlaflabor. 